# Sunny 16-regeln
Sunny 16-regeln (f/16-regeln) är en hjälpregel för att sätta korrekt exponering vid fotografering, i de fall man inte har tillgång till exponeringsmätare.

## Arbetssätt
Arbetssättet kan delas upp i två delar:
- Del 1 - Slutartiden ställs in så att den motsvarar ISO-talet.
  - Om ISO-talet är 100 ställs slutartiden till 1/100 sekund.
  - Vid ISO-tal 200 blir det istället 1/200 sekund.
  - Vid ISO-tal 400 istället 1/400 sekund, etc.
- Del 2 - Bländaren ställs in beroende på ljusförhållandet.
  - När motivet befinner sig i fullt solsken sätts bländaren till 16.
  - Vid lätt mulet sätts bländaren till 11.
  - Vid mulet sätts bländaren till 8.
  - Vid tunga moln sätts bländaren till 5,6.
  - Vid solnedgång sätts bländaren till 4.

Med ovanstående som utgångspunkt kan man snabbt erhålla en lämplig slutartid och bländare. På engelska kallas samma regel för "Sunny 16", för att man lätt skall kunna komma ihåg att "vid fullt solsken gäller bländare 16".

## Exempel

### Exempel A (ISO 100)
| Bländare | Ljusförhållanden | Skuggdetaljer             | ISO | Slutartid |
| -------- | ---------------- | ------------------------- | --- | --------- |
| f/16     | Soligt           | Hårda skuggor             | 100 | 1/100 sek |
| f/11     | Lätt mulet       | Mjuka kanter på skuggorna | 100 | 1/100 sek |
| f/8      | Mulet            | Svagt synliga skuggor     | 100 | 1/100 sek |
| f/5,6    | Tunga moln       | Inga skuggor              | 100 | 1/100 sek |
| f/4      | Solnedgång       | —                         | 100 | 1/100 sek |

Ovanstående exempel gäller alltså för ISO 100 och slutartiden är som synes 1/100 för alla ljusförhållanden.

### Exempel B (ISO 400)
| Bländare | Ljusförhållanden | Skuggdetaljer             | ISO | Slutartid |
| -------- | ---------------- | ------------------------- | --- | --------- |
| f/16     | Soligt           | Hårda skuggor             | 400 | 1/400 sek |
| f/11     | Lätt mulet       | Mjuka kanter på skuggorna | 400 | 1/400 sek |
| f/8      | Mulet            | Svagt synliga skuggor     | 400 | 1/400 sek |
| f/5,6    | Tunga moln       | Inga skuggor              | 400 | 1/400 sek |
| f/4      | Solnedgång       | —                         | 400 | 1/400 sek |

I detta exempel är istället ISO 400 och därmed en slutartid på 1/400.
Serien med bländartal (f/16 för soligt, f/11 för lätt mulet etc) är alltså alltid densamma oavsett vilken ISO man använder.

## Variationer på bländare och slutartid
Även om bländare f/16 används som utgångspunkt vid fullt solljus, finns det naturligtvis inget som hindrar användningen av andra bländartal vid samma ljusförhållande. Precis som vid all fotografering, kan man alltid välja t.ex. ett lägre bländartal (större bländaröppning) om man samtidigt minskar slutartiden med lika många steg.
Exempel på justering av bländare och slutartid, med bibehållen exponering:
| Justerad bländare | Ljusförhållanden | Skuggdetaljer             | ISO | Justerad slutartid |
| ----------------- | ---------------- | ------------------------- | --- | ------------------ |
| f/5,6             | Soligt           | Hårda skuggor             | 100 | 1/800 sek          |
| f/4               | Lätt mulet       | Mjuka kanter på skuggorna | 100 | 1/800 sek          |
| etc...            |                  |                           |     |                    |

Det är alltså fortfarande f16-regeln som man utgår från, men därefter har bländartalet minskats tre steg (t.ex. från f/16 till f/5,6), samtidigt som slutartiden har förkortats tre steg, från 1/100 till 1/800. Ljuskänsligheten är i det här exemplet ISO 100.